# Piano Two
Piano Two , es un álbum de compilación del músico griego  Yanni, lanzado bajo el sello Private Music en 1987.

## Temas
| #  | Tema                              | Duración |
| -- | --------------------------------- | -------- |
| 1. | " Nostalgia”                      | 05:04    |
| 2. | " The Velocity of Love”           | 03:32    |
| 3. | " The Fifth Wave: Water Lullaby " | 04:08    |
| 4. | " Read Your Eyes "                | 05:34    |
| 5. | " Mother Night "                  | 04:27    |
| 6. | " Marching Season”                | 04:35    |
| 7. | " Tuscany "                       | 03:22    |
| 8. | “Aria from Act III of Satyagraha” | 08:14    |

## Personal
Lo temas 1, 5 y 6 fueron compuestos por Yanni